# Carrie Prejean
Caroline Marie "Carrie" Prejean Boller (San Diego, 13 de maio de 1987) é uma modelo californiana, vencedora do concurso Miss California USA. Carrie representou seu estado no concurso Miss USA 2009, realizado no Planet Hollywood Resort and Casino em Las Vegas, Nevada, no dia 19 de abril de 2009, quando ficou em segundo lugar, perdendo o título para Kristen Dalton, da Carolina do Norte. Sua participação no concurso gerou considerável controvérsia ao declarar abertamente uma posição contrária ao casamento entre pessoas do mesmo sexo. Posteriormente, Carrie foi destituída do título de Miss Califórnia e lançou uma autobiografia.

## Biografia
Nascida em San Diego, California, Carrie estudou no San Diego Christian College, e, como modelo, apareceu na Bliss Magazine como modelo do mês na seção "Super Taste" e em capas de revistas como PJ Salvage Fall Catalog 2008. Carrie modelou para as famosas lojas de departamento Target, Saks Fifth Avenue, Bloomingdales, Nordstrom, assim como em numerosos shows de moda. Em 2008, fez teste para modelo no Deal or No Deal ficando como finalista para converter-se em uma bombolet. Carrie modelou para a E! Entertainment nos Óscar.
Em fevereiro de 2010, Prejean ficou noiva do quarterback da NFL Kyle Boller, com quem se casaria em 2 de julho do mesmo ano em San Diego. Em 11 de novembro de 2010 foi anunciado que ambos esperavam um filho para maio de 2011. A primeira filha do casal, Grace Cristina, nasceu em 11 de maio de 2011.

### Miss California USA
Antes de ganhar o Miss California USA em 23 de novembro de 2008, Carrie havia sido coroada como Miss Greater San Diego 2007. Em 10 de junho de 2009, Carrie foi destronada como Miss California USA. Keith Lewis, diretor executivo do certame, alegou que "a decisão se baseou unicamente en violações de contrato, que incluíam a falta de vontade de Prejean para representar a organização do Miss California USA."

### Controvérsia
Durante a fase final do concurso, em que se realiza uma pergunta a cada finalista, os jurados perguntaram a Carrie uma questão formulada pelo blogueiro Perez Hilton. Hilton, um homossexual declarado, perguntou: "Vermont recentemente legalizou o casamento entre pessoas do mesmo sexo. Você acredita que os demais estados devem seguir esta norma, porquê ou por que não?"
A resposta de Prejean foi, "Bem, é um privilégio que nós, americanos, tenhamos a liberdade de escolher o matrimônio entre duas personas do mesmo sexo ou o matrimônio oposto. Vocês sabem que, creio que em meu país, em minha família, creio que minha opinião é que o matrimônio deve ser entre um homem e uma mulher. Não quero com isto ofender a ninguém, mas essa é a forma em que fui criada".
Após ouvir a resposta, Perez Hilton, visivelmente enojado, comentou que Carrie "deu a pior resposta da história em um concurso de beleza. Perdeu porque é uma 'p...' tonta". Posteriormente, Hilton disse em um vídeo na Internet que, se Prejan tivesse ganho, ele mesmo teria lhe arrancado a coroa da cabeça Os co-diretores do Miss California USA expressaram seu descontentamento e rechaço com a referida resposta.

### Still Standing
Em novembro de 2009, Prejean lançou uma autobiografia intitulada Still Standing: The Untold Story of My Fight Against Gossip, Hate, and Political Attacks, pela editora Regnery Publishing. O livro explora os ataques da mídia e de políticos à sua carreira como miss, principalmente após a controvérsia do concurso nacional. Numa das entrevistas de promoção do livro, Prejean saiu do estúdio onde gravava uma entrevista para o Larry King Live, após o apresentador perguntar-lhe sobre o processo contra a organização do Miss Califórnia USA.